# Côn trùng học (tạp chí)
Tạp chí Côn trùng học Ba Lan (Tiếng Ba Lan: Polskie Pismo Entomologiczne; tiếng Anh: The Polish Journal of Entomology) là một tạp chí khoa học chuyên về ngành Côn trùng học, được thành lập năm 1922 bởi Hiệp hội các Nhà khoa học Côn trùng học Ba Lan với tên chính thức là "Polskie Pismo Entomologiczne" (phụ đề Bulletin Entomologique de Pologne). Tạp chí Côn trùng học Ba Lan được tài trợ bởi Hiệp hội Côn trùng học Ba Lan và Bộ Khoa học và Giáo dục. Các bài báo đăng trên tạp chí đều có số DOI (digital object identifier: Chỉ số xác định vật thể). Mỗi năm tạp chí ra 4 số, chỉ số xuất bản ISSN 0032-3780, e-ISSN 2299-9884.

## Các chỉ số của tạp chí[3]
Bài đăng trên tạp chí được tính trong các chỉ số sau:
- AGRICOLA (National Agricultural Library)
- AGRIS
- AGRO
- Arianta
- Baidu Scholar
- CABI (over 50 subsections)
- CNKI Scholar (China National Knowledge Infrastructure)
- CNPIEC - cnpLINKer
- Dimensions
- DOAJ (Directory of Open Access Journals)
- EBSCO (relevant databases)
- EBSCO Discovery Service
- Google Scholar
- Index Copernicus
- Japan Science and Technology Agency (JST)
- J-Gate
- JournalGuide
- JournalTOCs
- KESLI-NDSL (Korean National Discovery for Science Leaders)
- Microsoft Academic
- MyScienceWork
- Naver Academic
- Naviga (Softweco)
- POL-index
- Primo Central (ExLibris)
- ProQuest (relevant databases)
- Publons
- QOAM (Quality Open Access Market)
- ReadCube
- SCImago (SJR)
- SCOPUS
- Semantic Scholar
- Sherpa/RoMEO
- Summon (ProQuest)
- TDNet
- Ulrich's Periodicals Directory/ulrichsweb
- WanFang Data
- Web of Science - Biological Abstracts
- Web of Science - BIOSIS Previews
- Web of Science - Zoological Record
- WorldCat (OCLC)

## Trang chính của tạp chí
http://pte.au.poznan.pl/ppe/index.html Lưu trữ ngày 11 tháng 6 năm 2014 tại Wayback Machine